# Paradiso (Amsterdam)
Paradiso is een uitgaansgelegenheid aan de Weteringschans, vlak bij het Leidseplein, in Amsterdam. Paradiso is vooral bekend als poppodium; vele bekende namen traden hier op.
De grote zaal van Paradiso heeft een capaciteit van 1.500 bezoekers. Op de eerste verdieping bevindt zich nog een kleine zaal met een capaciteit van 250 personen. Met enige regelmaat vinden er ook optredens plaats in de kelder.

## Geschiedenis

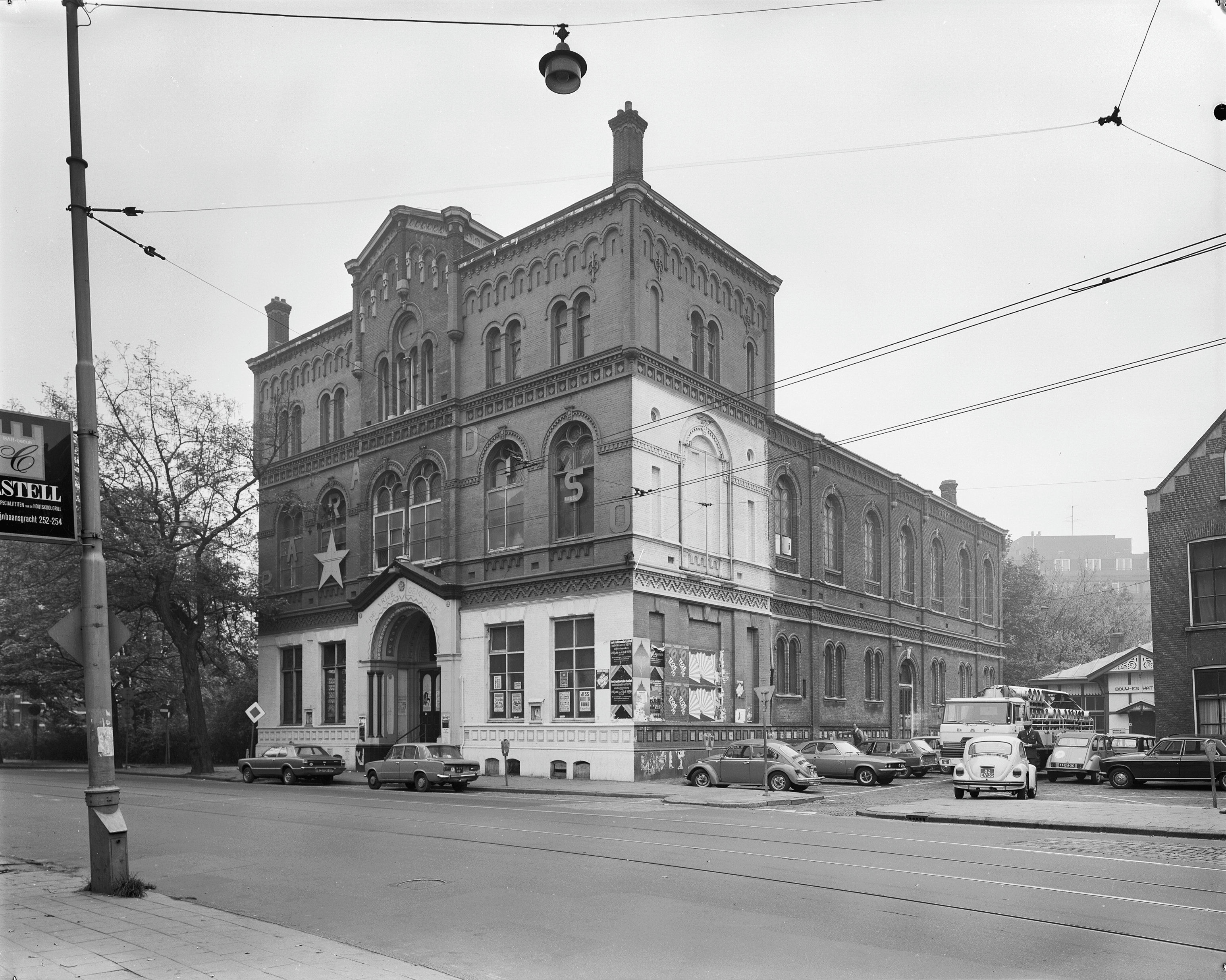
Paradiso in 1976

Paradiso is gevestigd in het voormalige gebouw uit 1880 van de godsdienstige vereniging De Vrije Gemeente, dat is ontworpen door de architect Gerlof Salm. Het gebouw werd in oktober 1967 door een groep hippies gekraakt om een eigen club te hebben. Zo'n vijftig mensen zetten een in het Vondelpark begonnen 'love-in' voort in het net gekraakte gebouw. De politie viel echter al snel binnen en maakte een einde aan de festiviteiten.
De gemeente zocht een antwoord op de behoefte aan huisvesting vanuit de nieuwe vormen van jeugdcultuur. Onder leiding van H.C.J. Struijk van Bergen als directeur richtte het Gemeentelijk Bureau Jeugdzorg zich op het oplossen van het probleem en werden organisaties als de gemeentelijke Stichting Vrijetijdscentra Amsterdam en de Stichting Lijn 3 opgezet. Deze zetten zich in voor de oprichting en instandhouding van jeugdcentra, wat begin 1968 resulteerde in de oprichting van Paradiso.
Reeds in de eerste maanden traden er bekende groepen op als Pink Floyd, The Pretty Things en Captain Beefheart. Zo kreeg Paradiso al snel het stempel 'poptempel'. Het succes van Paradiso diende als inspiratiebron voor gemeentelijke jeugdzorgbureaus van onder andere Rotterdam en Utrecht die soortgelijke projecten wilden opzetten. Paradiso werd echter ook een podium voor andere kunstuitingen. Reeds in de begintijd in 1968 veroorzaakte kunstenaar Hans Frisch (1941-2012) grote opschudding met zijn 'Levende Opjekten Sjoo'. Onderdelen van deze show waren het 'Slechtste orkest ter wereld' en het 'Stotterrrzangkoor'. Een van de 'levende opjekten' was een pyramide van 50 blote meisjes met rood-wit-blauw geschilderde borsten. Talloze burgemeesters in andere gemeenten verboden destijds de voorstelling, omdat die strijdig zou zijn met de openbare orde en de zedelijkheid. Paradiso groeide al snel uit tot een begrip. Later zou ook de gevel van het gebouw rood-wit-blauw worden geschilderd. Wie in de jaren zeventig Amsterdam bezocht, kon moeilijk om de overal in de stad geplakte affiches van de fameuze postermaker Martin Kaye, heen, waarop optredens werden aangekondigd van zowel gerenommeerde acts als van beginnende bandjes, voor wie dit doorgaans als een doorbraak gold.

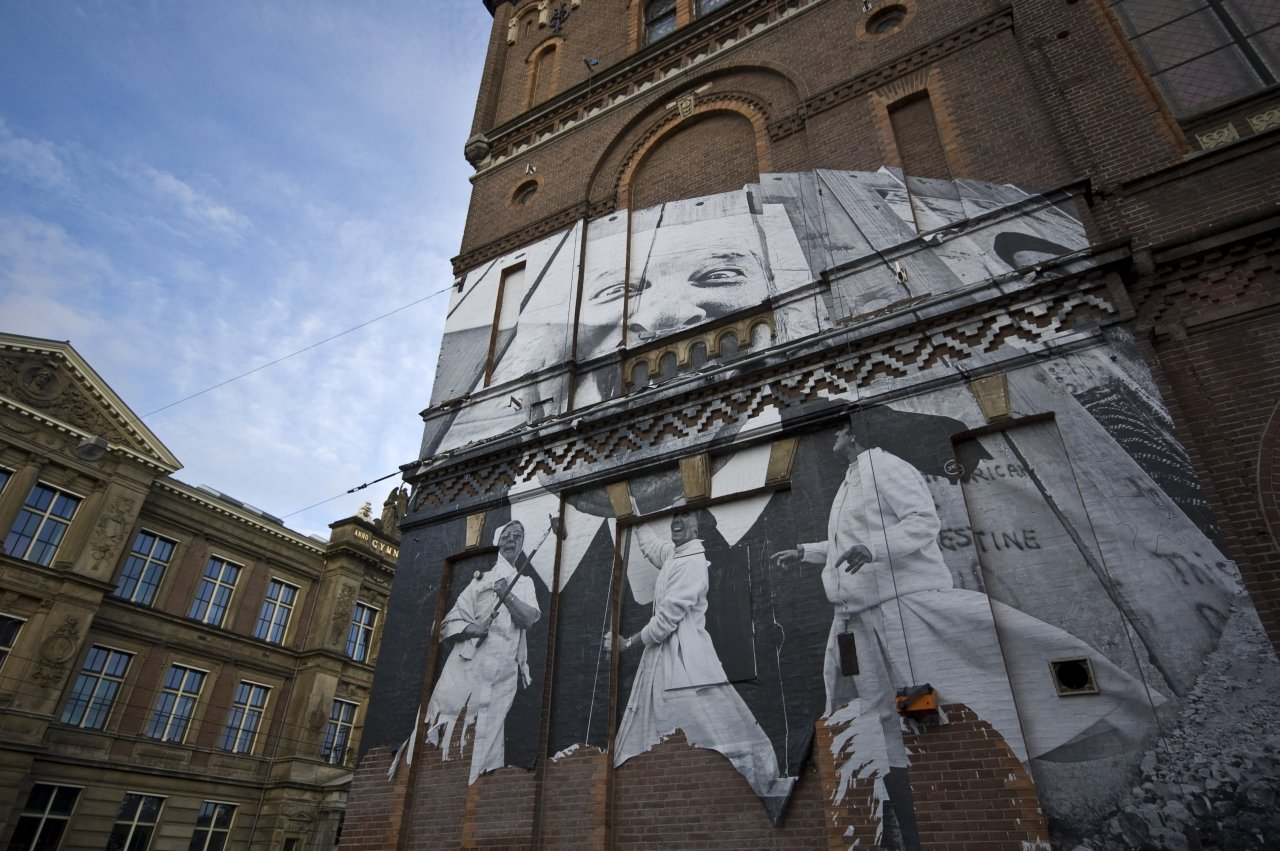
Face2Face (2007), JR

In 1977 werd Paradiso een bolwerk van de stedelijke punkscene.

### Glas-in-lood
In de jaren 1970 werden de oorspronkelijke glas-in-loodramen van het gebouw vervangen door spiegels aan de binnenzijde en houten panelen aan de buitenkant. Bij een verbouwing in 1993 werden door de kunstenaars Hans van Houwelingen en Berend Strik ontworpen nieuwe glas-in-loodramen aangebracht. 

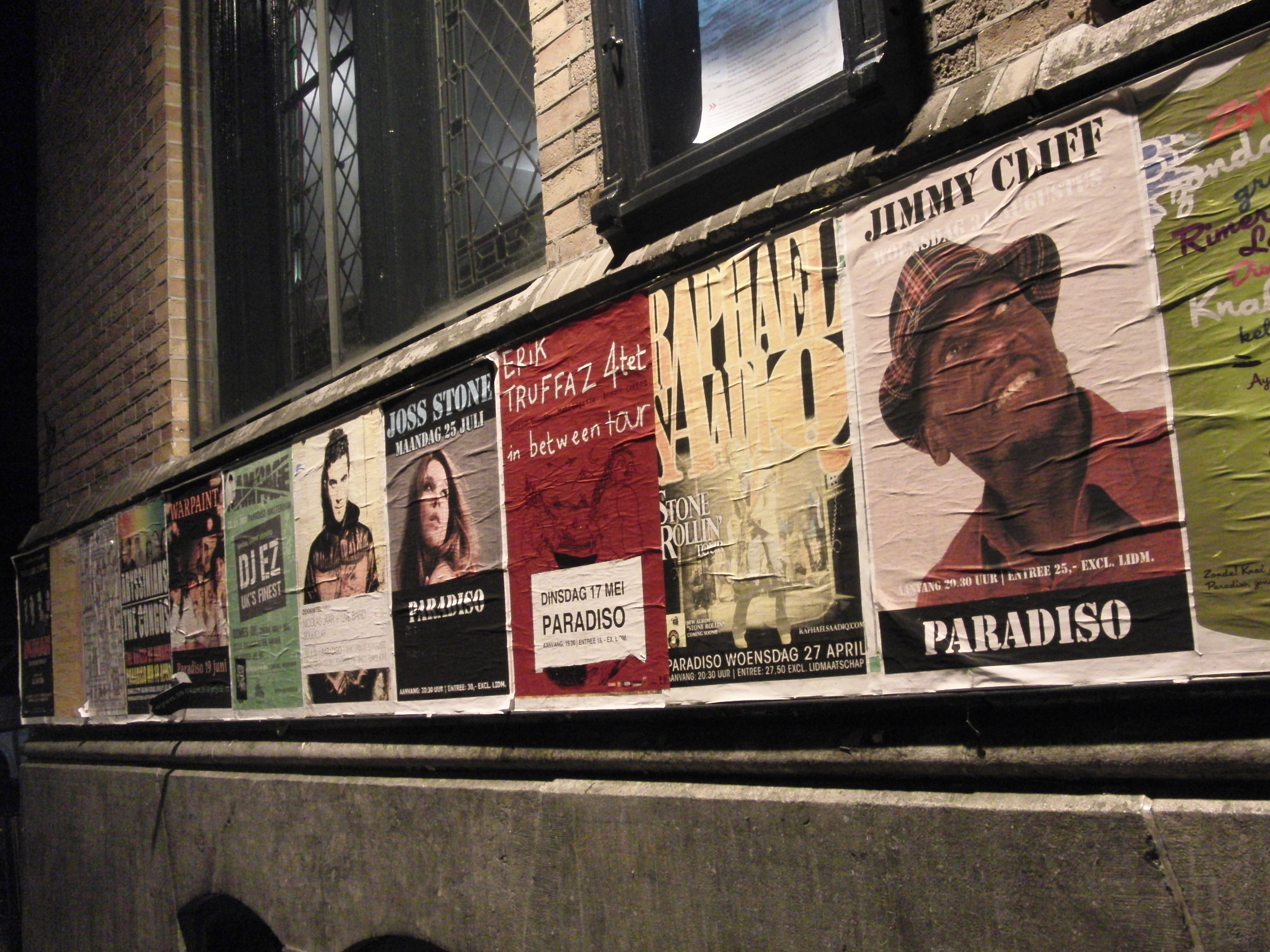
Posters in 2011

### Jubileum
In het weekend van 31 maart 2018 bestond de poptempel 50 jaar. Om dat te vieren opende eind maart 2018 een tentoonstelling in het Amsterdam Museum aan de Amsterdamse Kalverstraat over de geschiedenis van Paradiso. Het poppodium vierde het 50-jarig bestaan met een bijzonder programma en verschillende optredens.

## Popmuziek

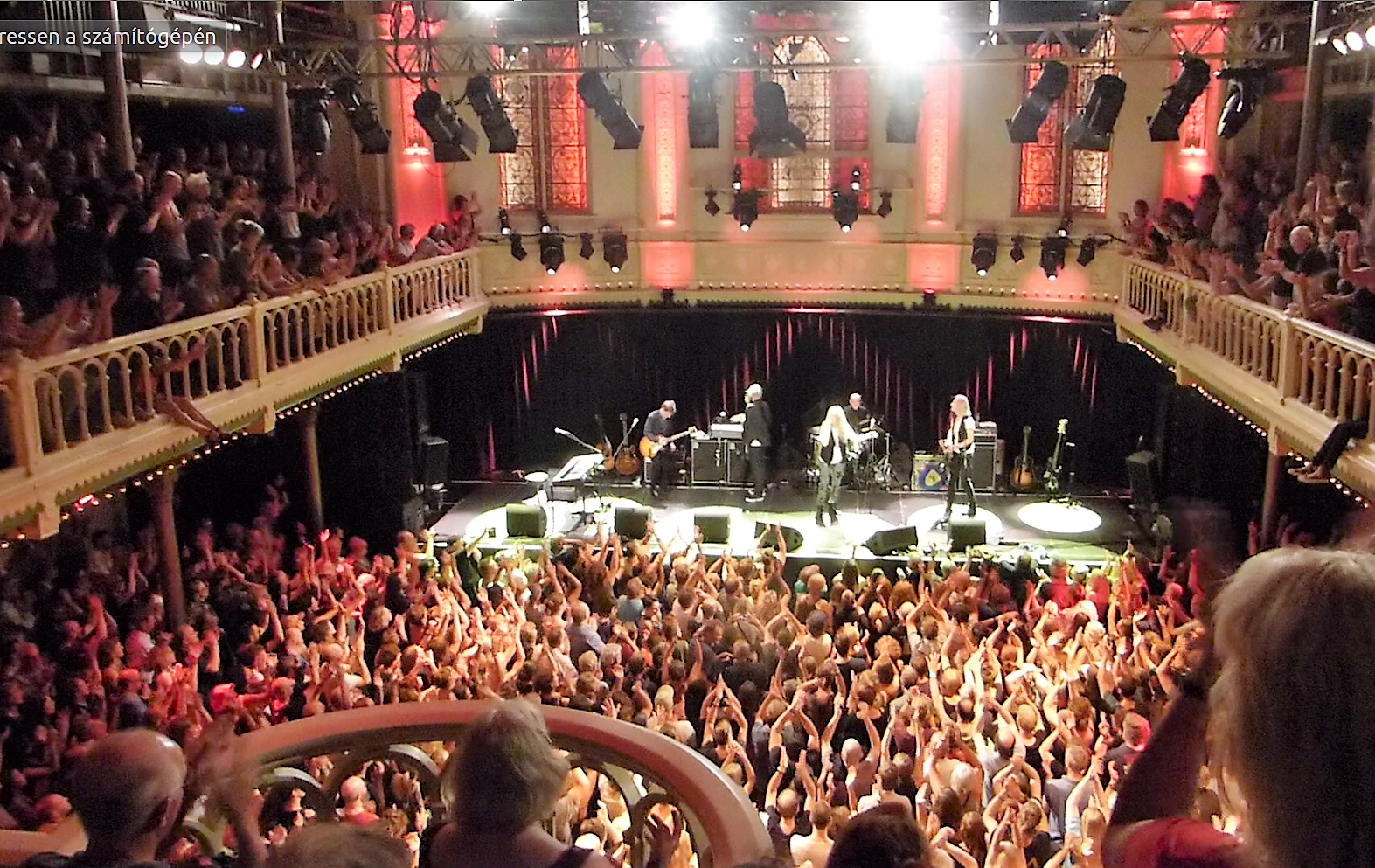
Applaus voor Patti Smith, 2018

In het verleden werden soms video-opnamen van liveoptredens via Fabchannel online gezet, maar wegens gebrek aan samenwerking met de platenmaatschappijen werden op 13 maart 2009 de opnamen van de website van Fabchannel verwijderd.
In februari 2015 richtte het poppodium de Paradiso Vinyl Club op, een platenlabel om het werk van beginnende Nederlandse muziekartiesten te ondersteunen. Per jaar worden er acht 7-inchsingles op de markt gebracht; de artiesten leveren hiervoor zelf de opnamen en het artwork.

## Uitbreiding en renovatie
Eind juli 2022 kocht Paradiso het naastliggende, reeds meer dan honderd jaar braakliggende terrein. De bestemmingsplannen voor dit terrein werden aangepast en vergunningen verleend met het doel op het terrein een gebouw van vijf verdiepingen te bouwen voor de huisvesting van zalen voor optredens en kantoren. In 2025 werd een ondergrondse nachtingang in gebruik genomen om overlast voor de buurt te beperken.

## Geen kerk
Paradiso wordt vaak onterecht omschreven als een voormalige kerk. Dat is niet juist, in 1880 opende De Vrije Gemeente het als 'plaats van samenkomst' voor deze radicaal vrije religieuze vereniging.